# Maison de Durfort
Pour les articles homonymes, voir Famille de Durfort (homonymie) et Durfort.
La maison de Durfort est une famille de la haute noblesse de Guyenne, tirant son nom de Durfort-Lacapelette près de Lauzerte (Tarn-et-Garonne).

## Histoire
Gustave Chaix d'Est-Ange fait débuter la filiation suivie et certaine de cette famille en 1262.
Les principales branches sont celles de Duras et de Lorges (ou Lorge).

### Branche de Clermont-Dessus
Cette branche, dont sont issues toutes les autres, commence avec :
- Raymond de Durfort, seigneur de Clermont-Dessus (-Soubeyran) (Lot-et-Garonne), fils de Bernard de Durfort, seigneur de Belvèze, marié vers 1030 avec la fille de Guilhem Arnal de Gabarret. Les Durfort de Bajamont et les Durfort de Boissières ci-après en sont issus.

### Branche de Boissières
La branche de Boissières, qui continue celle des seigneurs de Clermont-Soubeyran, commence avec :
- Raymond-Bernard II de Durfort, seigneur de Boissières, fils de Raymond-Bernard de Durfort, seigneur de Clermont-Dessus, et de Delphine de Bérail, dame de Boissières (Lot). Il épouse en 1356 Sibylle d'Astarac.

### Branche de Duras
La branche de Duras commence avec :
- Gaillard le proscrit de Durfort (1419-1481), qui rend hommage pour Duras en 1452 au roi Charles VII, puis prend le parti d'Henri VI d'Angleterre qui le fait gouverneur de Calais. Il s'établit en Angleterre où il épouse Anne de La Pole, fille de Guillaume, duc de Suffolk. Père de Jean de Durfort, maire de Bordeaux en 1480-1485 et 1495-1515
- Guy Aldonce Ier de Durfort (1605-1665), comte de Lorge, marquis de Duras, fils de Jacques de Durfort (1547-1626), marquis de Duras, et de Marguerite de Montgomery, dame de Lorge
- Jacques-Henri de Durfort, 1er duc de Duras, (1625-1704), maréchal de France
- Jacques-Henri II de Durfort, 2e duc de Duras, (1670-1697), mestre de camp de cavalerie, duc de Duras par démission de son père en 1689, fils de Jacques-Henri
- Jean-Baptiste de Durfort, 3e duc de Duras, (1684-1770), maréchal de France, fils de Jacques Henri
- Emmanuel-Félicité de Durfort, 4e duc de Duras, (1715-1789), maréchal de France et académicien, fils de Jean-Baptiste.
- Emmanuel-Céleste Augustin de Durfort, 5e duc de Duras, (1741-1800), maréchal de camp, fils d'Emmanuel Félicité
- Amédée-Bretagne-Malo de Durfort, 6e duc de Duras, (1771-1838), pair de France, fils d'Emmanuel Céleste
- Claire de Kersaint, duchesse de Duras (1777-1828), écrivain et amie intime de Chateaubriand, belle-petite-fille d'Emmanuel-Félicité, épouse d'Amédée Bretagne Malo

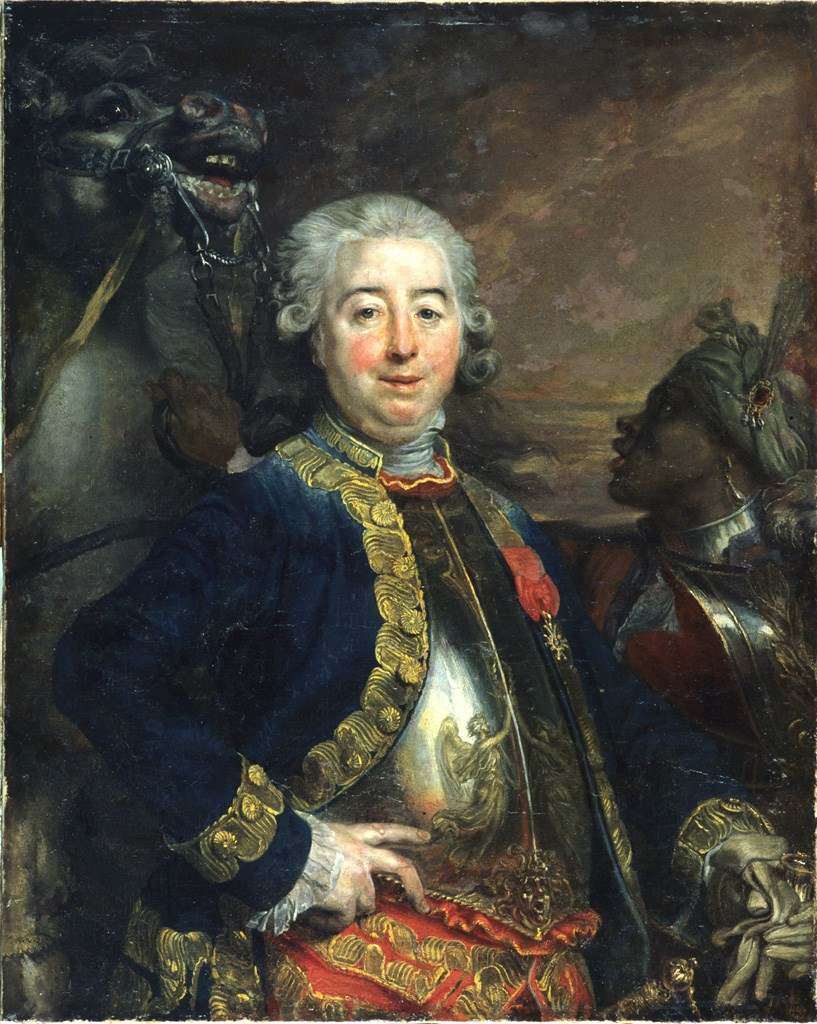
Emmanuel Céleste de Durfort de Duras (1741-1800).

### 1rebranche de Lorges
La branche de Lorges commence avec :
- Guy Aldonce II de Durfort, duc de Quintin, (1630-1702), maréchal de France en 1676, frère du premier duc de Duras
- Guy Nicolas de Durfort, 1er duc de Lorges, (1683-1758), fils du précédent
- Guy Michel de Durfort, duc de Randan, (1704-1773), maréchal de France, fils du précédent
- Guy Aldonce Louis de Durfort, 2e duc de Lorges, (1714-1775), lieutenant général des armées du roi

Le titre de duc de Lorges s'éteint avec ce dernier en 1773. Il fut recréé en 1774 pour la branche de Durfort de Civrac. Il est encore porté aujourd'hui.
Cette branche s'est alliée aux maisons de Frémont d'Auneuil, de Saint-Simon, de Caumont-Lauzun, Chamillart de La Suze, de Mesmes, Butault de Marsan, de Choiseul, de Poitiers de Rye, de La Trémoille, etc.

### Branche de Civrac
La famille de Civrac commence avec Jean de Durfort (1488-1535), baron de Civrac, fils de Jean de Durfort, seigneur de Duras et maire de Bordeaux, et de Jeanne Angevin de Civrac. Il épouse en 1524 Louise de Castelbajac.
On trouve depuis :
- Aimeric Joseph de Durfort (1716-1787), duc de Civrac (1774), « seigneur de Durfort, marquis de Durfort et de Génissac », ambassadeur de France à Venise, à Naples puis à Vienne, chevalier d'honneur de Madame Victoire, chevalier des ordres du Roi.
- Angélique-Victoire de Durfort-Civrac (1752-1816), fille du précédent, comtesse de Chastellux, dame d'atours de Madame Victoire.
- Olivier de Durfort de Civrac, évêque de Poitiers (1918)

### 2ebranche de Lorges
- Jean-Laurent de Durfort-Civrac (° 7 juillet 1746 - Lamothe-Montravel † 4 octobre 1826 - Rambouillet), duc de Lorges (1776-1826), menin du dauphin, lieutenant général (1814), pair de France (4 juin 1814),
- Guy Émeric Anne de Durfort-Civrac (° 25 juin 1767 - Paris † 6 octobre 1837 - Fontpertuis), fils aîné du précédent, duc de Civrac (« à vie » par brevet du 3 février 1815), duc de Lorges (1826-1867),
- Alexandre Émeric de Durfort-Civrac (ou Alexandre Emmanuel) (1770-1835), marquis de Civrac, frère cadet du précédent, colonel, député de Maine-et-Loire puis Pair de France
- Henri Louis Marie de Durfort-Civrac (1812-1884), homme politique français du XIXe siècle.
- Armand de Durfort-Civrac de Lorge (né le 24 avril 1902 à Paris, mort le 18 juin 1996), maire de Saint-Hilaire-de-Chaléons de 1935 à 1945.

Cette branche s'est alliée aux de Castelbajac, de Castelnau-en-Chalosse, d'Aydie, Lannes de Montebello, de La Rochefoucauld-Montendre, de Pons-Bourg-Charente, de l'Isle, de Courtenay, de Calvimont, Jaubert de Barrault, Acarie du Bourdet, Fouquet de Belle-Isle, de Génissac, de Mélac, de Carles, de Grammont en Franche-Comté, de La Faurie, de Lescure, de Jaucourt, du Plessis-Châtillon, d'Aigneaux, de Vogüé (1919), de Boissieu (1923 & 1956), Burrus (1932), etc.

### Autres branches
- Louis de Durfort de Duras, deuxième comte de Feversham, (1641-1709), Favori de Charles II d'Angleterre, frère des premiers ducs de Duras et de Lorges.
- Marie de Durfort, (1648-1689), dame d'atours de la duchesse d'Orléans, leur sœur.
- Raymond de Durfort-Léobard (1725-1792), archevêque de Besançon

## Armoiries
| Image | Blasonnement |
| ----- | --- |
|       | Armes antiques de la famille D'argent à la bande d'azur. |
|       | Armes antiques de la famille en Quercy D'azur à la bande d'or. |
|       | Gailhard II de Durfort - Le sceau de « magnifique et puissant homme Gaillard de Durfort », seigneur de Duras et de Blanquefort, apposé à un acte du 8 février 1353, représente un écu : Parti, au I une bande, au II un lion. |
|       | Jean de Durfort (vers 1450 - 1520) - Un autre sceau de Jean de Durfort, seigneur de Duras, maire de Bordeaux, et gouverneur de Crémone, en Lombardie, appendu à une quittance de 2 000 livres pour une année de sa pension, qu'il donna le 15 décembre 1514 à Jean Brachet, receveur général des finances, représente l'écu : Coupé, en chef un lion, et en pointe une bande. C'est donc postérieurement à l'année 1514 que la branche de Duras porte les mêmes armoiries en écartelures. |
|       | Famille de Duras Écartelé, aux 1 et 4 d'argent, à la bande d'azur ; aux 2 et 3 de gueules, au lion d'argent ; au lambel de gueules brochant sur les deux premiers cantons,. - Supports : deux anges. Cette branche ne porte le lambel que depuis 1775, époque à laquelle elle est devenue seconde branche de Lorges. Avant cette époque, elle portait, comme la branche de Duras, sans brisure.                                                                                           |
|       | Branche de Lorges Écartelé: aux 1 et 4, d'argent, à la bande d'azur (Durfort); aux 2 et 3, de gueules, au lion d'argent (Lomagne), au lambel de gueules en chef, brochant sur les deux premiers quartiers,. |
|       | Branche de Civrac Écartelé, aux 1 et 4 d'argent, à la bande d'azur ; aux 2 et 3 de gueules, au lion d'argent ; au lambel de gueules brochant sur les deux premiers cantons,. Cette branche ne porte le lambel que depuis 1775, époque à laquelle elle est devenue seconde branche de Lorges. Avant cette époque, elle portait, comme la branche de Duras, sans brisure. |
|       | Branche de Léobard Écartelé: aux 1 et 4, d'argent, à la bande d'azur ; aux 2 et 3, de gueules, au lion d'argent couronné de … ; à l'orle de treize besants d'argent. |

## Postérité
- À Beaupréau : rue de Durfort Civrac
- À Quintin : rue du Maréchal de Lorge

## Pour approfondir